# Rikstrean
Rikstrean, eller mer korrekt Riksväg 3, var en kort förbindelse i Sverige mellan riksettan vid Kropp och rikstvåan, strax norr om Strövelstorp. Rikstrean var den kortaste riksvägen med en total längd av 10 kilometer. Mitt på ligger Hasslarp. Rikstvåan mellan Malmö och Göteborg gick vid den tiden öster om Ödåkra igenom Tågarp, Mörarp och Bjuv istället för att följa kusten mot Helsingborg. Först vid Strövelstorp gick vägen samman med vägen från Helsingborg, som hette rikstrean från stället vid Djurhagshus där vägen från Helsingborg delade sig mot Stockholm (riksettan) och Göteborg (rikstrean).